# 모리야마 겐지
모리야마 겐지(일본어: 守山 健二, 1991년 6월 21일 ~ )는 일본의 축구 선수이다.

## 구단 경력
그는 2014년부터 2016년까지 J3리그의 YSCC 요코하마에서 활동하였다.